# Benizuri-e
Le benizuri-e (紅刷絵, lit. « image imprimée pourpre ») est un type d'estampe du genre ukiyo-e primitif. Elle est habituellement imprimée en rose (beni) et vert (occasionnellement avec une couleur supplémentaire), et avec la gamme du gris au noir (zuri), soit imprimée, soit ajoutée manuellement. La production des benizuri-e atteint son maximum au début des années 1740. Torii Kiyohiro, Torii Kiyomitsu, Torii Kiyonobu, Okumura Masanobu, Nishimura Shigenaga et Ishikawa Toyonobu sont les artistes les plus proches du genre benizuri-e.

## Galerie debenizuri-e

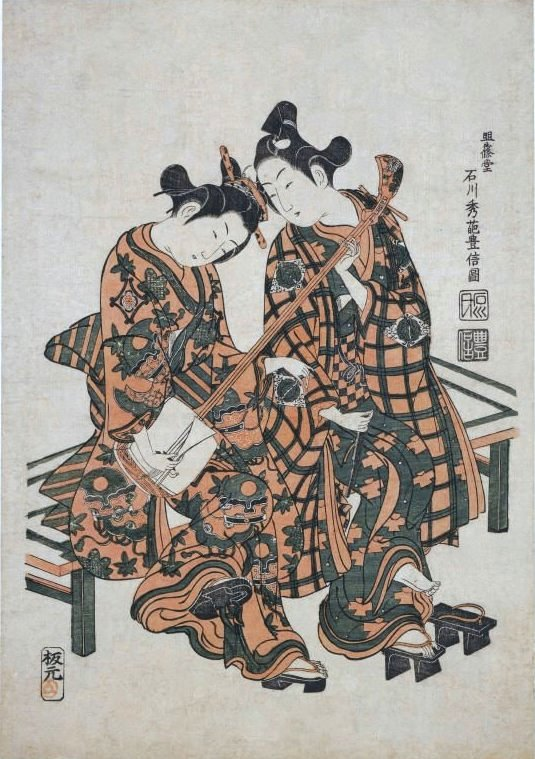
Estampe par Ishikawa Toyonobu des acteurs de kabuki Onoe Kikugoro et Nakamura Kiyosaburo en jeune couple assis jouant du shamisen, signée « Meijōdō Ishikawa Shūha Toyonobu zu », 1750-1758.
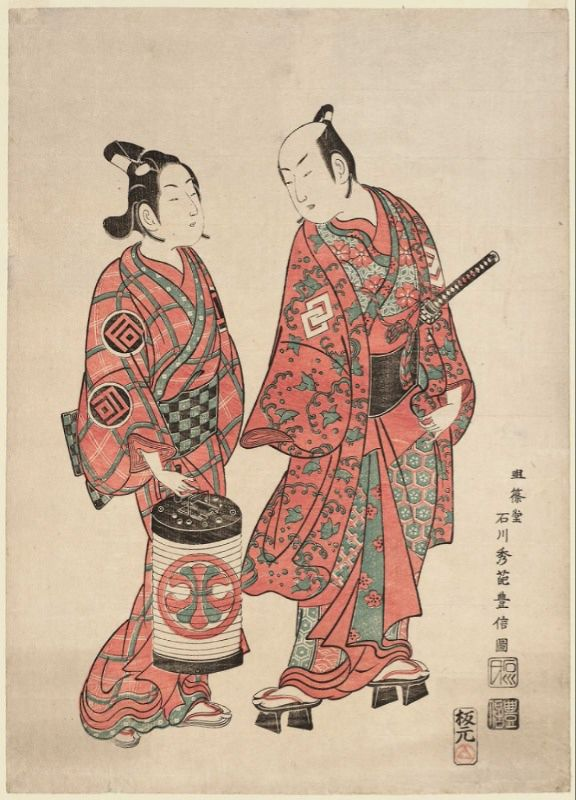
Estampe des acteurs de théâtre kabuki Nakamura Shichisaburō II et Sanogawa Ichimatsu par Ishikawa Toyonobu, signée « Meijōdō Ishikawa Shūha Toyonobu zu », 1740.
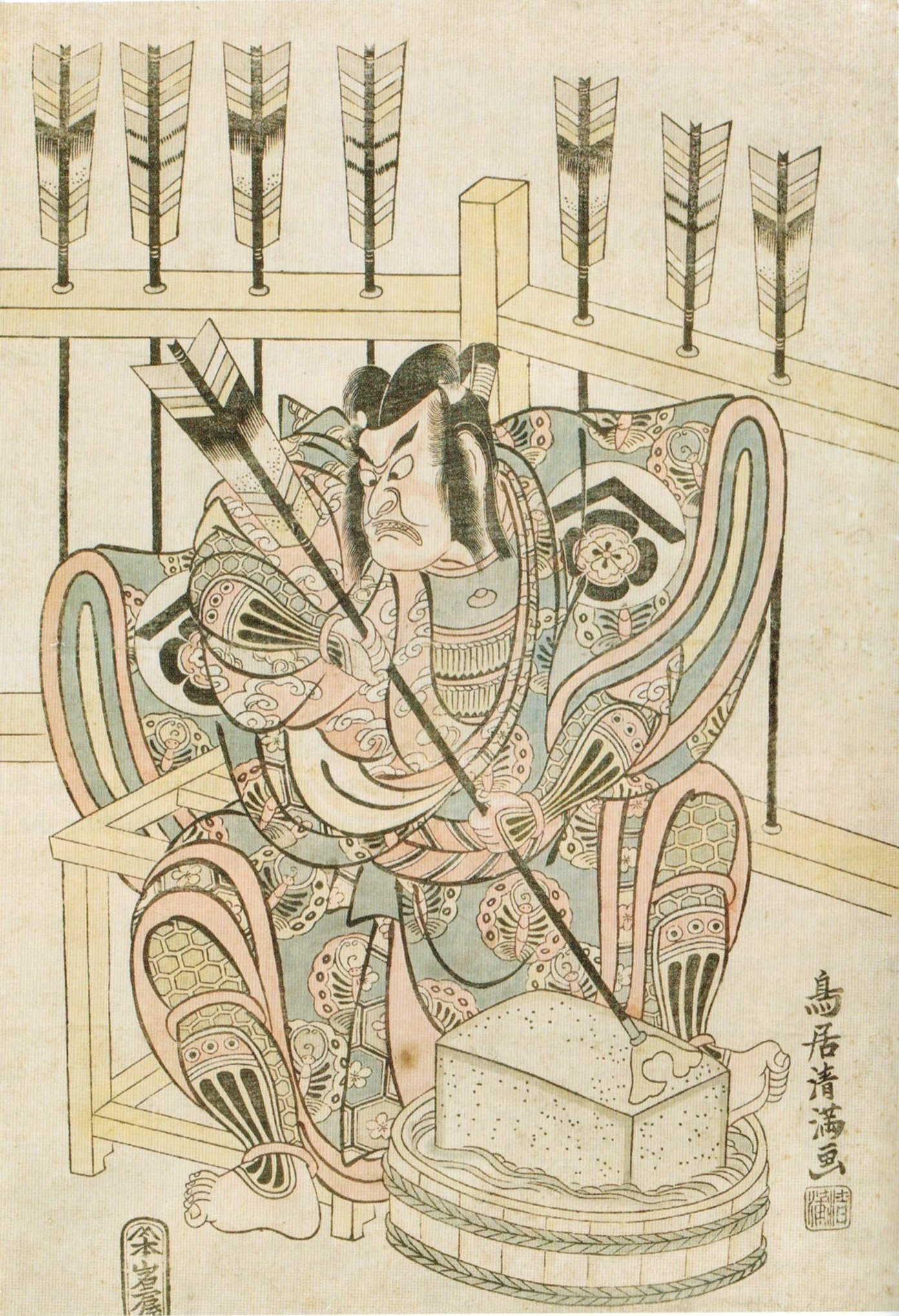
L'acteur Ichikawa Ebizō en Yanone Gorō dans la pièce de théâtre kabuki Koizome Sumidagawa.